# Taoizm

Taijitu – symbol dopełniania się yin i yang

Taoizm (czasem zapisywany jako daoizm) – tradycyjny chiński system filozoficzny i religijny. Stworzenie filozofii taoistycznej przypisuje się mędrcowi zwanemu Laozi w VI wieku p.n.e., taoizm religijny powstał w II i III wieku n.e. Za najważniejsze księgi taoizmu uważa się Daodejing oraz Zhuangzi.
Taoizm był jednym, obok konfucjanizmu, z dwóch najważniejszych systemów filozoficzno-religijnych w Chinach. Taoizm religijny – w przeciwieństwie do względnie ortodoksyjnego konfucjanizmu – był jednak otwarty na zapożyczenia z innych wierzeń. W różnych okresach otwierał się na elementy konfucjanizmu, szamanizmu, buddyzmu, chrześcijaństwa i manicheizmu.

## Powstanie
Tradycyjnie przyjęto, że twórcą taoizmu był Laozi, jednak nie jest to jasne. Taoizm powstawał w czasach wielkich przemian politycznych i filozoficznych w Chinach. Wielu filozofów (m.in. Konfucjusz) właśnie wtedy rozpoczęło głosić swe nauki. Niektórzy powstanie taoizmu przypisują legistom – filozofom uważającym prawo za największą wartość, promujących bierną postawę wobec świata oraz często określającym życie człowieka mianem Dao – drogi.

## Taoizm filozoficzny
Taoizm filozoficzny (道家, daojia) to jeden z głównych (obok konfucjanizmu i buddyzmu) kierunków klasycznej filozofii chińskiej. Związany jest nierozerwalnie z pojęciem dao. Dao jest esencją wszechświata, stanowiącą podłoże wszelkich zmian. Nie może być opisane słowami (a jeżeli – jak głosił Zhuangzi – to tylko za pomocą paradoksów), gdyż ciągle się zmienia, ponadto każdy opis jest jedynie przybliżeniem rzeczywistości. Można jednak poprzez rozwój duchowy osiągnąć stan mędrca taoistycznego i tym samym harmonię z dao.
Innym ważnym pojęciem w taoizmie filozoficznym jest wu wei. Dosłowne tłumaczenie to niedziałanie, a raczej działanie bez wysiłku, działanie w harmonii z dao. Jest to proces akceptowania i harmonizowania swego działania z nurtem wszechświata. Doświadczając dao i w ten sposób poznając je, człowiek nabywa naturalnej cnoty de, która pozwala na osiągnięcie harmonii wu wei.
Pod tym względem taoizm jest podobny do filozofii głoszonej przez stoików, owa zasada wu wei polega na tym, że istnieje jakiś plan (zdaniem stoików był to plan boski, taoiści uważali, że było to Dao). Stąd też niechęć do ingerencji w odwieczne prawa świata, gdyż takowa byłaby sprzeczna z Dao.
Innym niezwykle ważnym pojęciem jest pu (nieociosany kloc, pu w języku chińskim oznacza uczciwy, prosty) – własna, naturalna moc, którą posiadają rzeczy, w swym pierwotnym stanie. Jest ona niebywale krucha i delikatna. Odnalezienie w sobie tej mocy daje radość i szczęście, gdyż odnajdujemy rzeczy takimi jakie one są w rzeczywistości, czyli jaka jest ich prawdziwa natura. Jest to także powiązane z zasadą wu wei, gdyż nie działamy, czyli nie szukamy innej drogi zastosowania danego przedmiotu, a wykorzystujemy jego naturalne właściwości.
Taoizm lekceważył drobiazgowość konfucjanizmu i państwowotwórcze wysiłki legistów, głosząc prostotę, pozorną słabość i ograniczenie porządku władzy i roli państwa do minimum. Sławne cytaty z Daodejing głoszą: „Im więcej ustaw i przepisów, tym więcej przestępstw” i „Im mniej rządzi władca, tym lepiej powodzi się jego krajowi”. Taoizm filozoficzny miał również duży wpływ na rozwój chanu.

### Etapy i przedstawiciele taoizmu filozoficznego[4]
- Pierwszy okres taoizmu
  - Yang Zhu (V – III w. p.n.e.)
- Drugi okres taoizmu
  - Laozi
Daodejing
- Trzeci okres taoizmu
  - Zhuangzi (369–286 p.n.e.)
Zhuangzi
- Neotaoizm
  - Racjonaliści:
    - He Yan (195/209–249)
    - Wang Bi (226–249)
    - Guo Xiang (zm. ok. 312 r. n.e.)
Komentarz do Zhuangzi
    - Xiang Xiu (ok. 221 – ok. 300)
Komentarz do Zhuangzi

  - Sentymentaliści:
    - Liu Yiqing (403–444)
Współczesne zapiski nowych rozmów
    - Liu Jun (463–521)

## Taoizm religijny

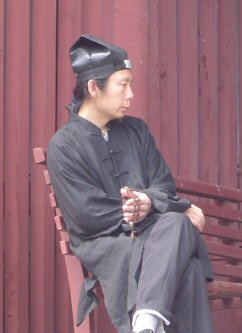
Duchowny taoistyczny

Taoizm religijny (道敎, daojiao) to rdzenna religia powstała przez połączenie filozofii taoistycznej z wierzeniami ludowymi i magicznymi. Głosi m.in. jedność zasad yin i yang, których wzajemne dopełnianie się w dao stanowi podstawę harmonii świata.
W roku 440 taoizm został na pewien czas oficjalną religią chińską. W roku 666 Laozi został deifikowany i wyniesiony ponad Buddę i Konfucjusza. Później wprowadzono do taoizmu mnóstwo bóstw z wierzeń ludowych, przez co taoizm religijny oddalił się znacznie od swych filozoficznych korzeni.
Pięć żywiołów, czy też przemian taoizmu to kolejno: woda, drzewo, ogień, ziemia, metal.
Z taoizmem religijnym związane są też: medycyna chińska i nauka (proch czarny, wynaleziony przez taoistycznego chemika w Chinach w IX wieku), wewnętrzne style walki, techniki dywinacyjne np. w oparciu o Yijing (Księgę Przemian), alchemia, poszukiwanie sposobów na długowieczność, poszukiwania naturalnej równowagi energetycznej w otoczeniu człowieka feng shui.
W taoizmie religijnym wyszczególnić można dwa nurty, nurt ludowy i nurt świątynny.
Nurt świątynny dzielimy na dwie główne gałęzie:
- Droga Słusznej Jedności (Zhengyi Dao) – obejmuje te szkoły, które uciekają się do praktyk czarnoksięskich, takich jak amulety, talizmany i egzorcyzmy.
  - Szkoła Pięciu Miar (Wudoumi Dao), która potem połączyła się z następną:
  - Szkołą Niebiańskich Mistrzów (Tianshi Dao) i stworzyła teokratyczne małe państwo
    - Zhang Daoling (ok. 34 – ok. 156) – założyciel szkoły

  - Szkoła Najwyższego Spokoju (Taiping Dao)
    - Zhang Jue (II w.)

  - Szkoła Higieny Bogów Wewnętrznych (II – IV w.)
Nefrytowy klasyk żółtej komnaty (ok. 200)
Prawdziwy klasyk wielkiej tajemnicy
  - Szkoła Czarodziejskiego Klejnotu (Lingbao Pai)
- Szkoła Doskonałego Objawienia (Quanzhen Dao), której założycielem był Wang Chongyang (Wang Zhe, 1112–1170), dzieląca się na kilka sekt, z których najważniejsza to:
  - „Longmen – Smocze wrota” powstała na przełomie XII i XIII w. i założona przez Qiu Chuji (Qiu Changchun), który był uczniem Wanga; odmiana zapoczątkowana przez Wanga nazywana jest Szkołą Północną
  - Szkoła Południowa – została faktycznie zapoczątkowana przez Zhang Boduana i jego uczniów; Zhang dokonał syntezy nauk taoistycznych z buddyjskim chanem (jap. zen)
    - Liu Haichan (X w.)

  - Wewnętrzny Eliksir – jest podstawową i najważniejszą częścią praktyk taoistycznych szkół płd i pn; praktyki te wywodzą się od Zhongli Quana i Lü Dongbina, dwóch nieśmiertelnych; ważne teksty szkoły to przede wszystkim „Przebudzenie do Rzeczywistości” Zhanga Boduana (najwcześniejszy praktyczny przewodnik wewnętrznej alchemii)
    - Chen Tuan (906–989)
    - Zhang Boduan (984–1082)

## Związki taoizmu z buddyzmem
Około 300 roku n.e. pojawiła się przypisywana Laozi księga Huahujing (化胡經, czyli [Klasyczna] Księga o nawróceniu barbarzyńców). Opisuje ona działalność misjonarską mistrza Lao w Indiach, a zwłaszcza nauki przekazywane przez mistrza Buddzie. Była popularna w kręgach taoistycznych, a zwłaszcza wykorzystywana by dowieść wyższości nad buddyzmem i tego, że jest on jedynie hinduską odmianą taoizmu. W odpowiedzi na te ataki buddyści uznali ją za oszczerstwo, a także przesunęli datę urodzenia Buddy na XI wiek p.n.e., by wykluczyć jego powiązania z Laozi. Pozycja jest dziś praktycznie niedostępna. Wraz z inwazją buddyzmu w Chinach, obie doktryny uległy zespoleniu, co zaowocowało powstaniem buddyzmu chán (z którego wywodzi się koreański sŏn, japoński zen i wietnamski thiền).
W rzeczywistości taoizm religijny przejął wiele doktryn buddyjskich jak reinkarnacja, obraz nieba i piekła, odpłacanie za nasze uczynki na ziemi. Przejęto także wiele pomniejszych bóstw buddyjskich.
Te dwie religie różnią się jednak jeśli chodzi o istotę życia. Dla buddyzmu życie to cierpienie (dukkha), co kłóci się z pragnieniem nieśmiertelności i zadowolenia z życia taoistów.